# 아세롤라
아세롤라(Acerola)는 말피기아목 말피기아과에 속하는 관목으로 높이는 약 5m 정도까지 자란다. 이명으로는 바베이도스 체리(Barbados cherry), 웨스트 인디언 체리(West Indian cherry) 등이 있다.
신대륙 열대 지역이 원산지이며, 열매는 핵과로 직경이 1 ~ 2cm 정도 되며 밝은 붉은색 빛깔을 갖고 있으며, 비타민 C가 많이 들어있고 시큼한 맛과 향이 있어서 음료로 이용된다.